# Сен-Пе-Дельбоск
Сен-Пе-Дельбо́ск (фр. Saint-Pé-Delbosc, окс. Sent Pèr deth Bòsc) — коммуна во Франции, находится в регионе Юг — Пиренеи. Департамент — Верхняя Гаронна. Входит в состав кантона Булонь-сюр-Жес. Округ коммуны — Сен-Годенс.
Код INSEE коммуны — 31510.

## География
Коммуна расположена приблизительно в 640 км к югу от Парижа, в 75 км к юго-западу от Тулузы.
На востоке коммуны протекает река Сав.

## Климат
Климат умеренно-океанический. Зима мягкая и снежная, весна характеризуется сильными дождями и грозами, лето сухое и жаркое, осень солнечная. Преобладают сильные юго-восточные и северо-западные ветры.

## Население
Население коммуны на 2010 год составляло 138 человек.
| 1962 | 1968 | 1975 | 1982 | 1990 | 1999 | 2010 |
| ---- | ---- | ---- | ---- | ---- | ---- | ---- |
| 147  | 149  | 147  | 135  | 132  | 121  | 138  |

## Экономика
В 2010 году среди 92 человек трудоспособного возраста (15—64 лет) 57 были экономически активными, 35 — неактивными (показатель активности — 62,0 %, в 1999 году было 55,6 %). Из 57 активных жителей работали 54 человека (32 мужчины и 22 женщины), безработных было 3 (0 мужчин и 3 женщины). Среди 35 неактивных 11 человек были учениками или студентами, 14 — пенсионерами, 10 были неактивными по другим причинам.

## Фотогалерея

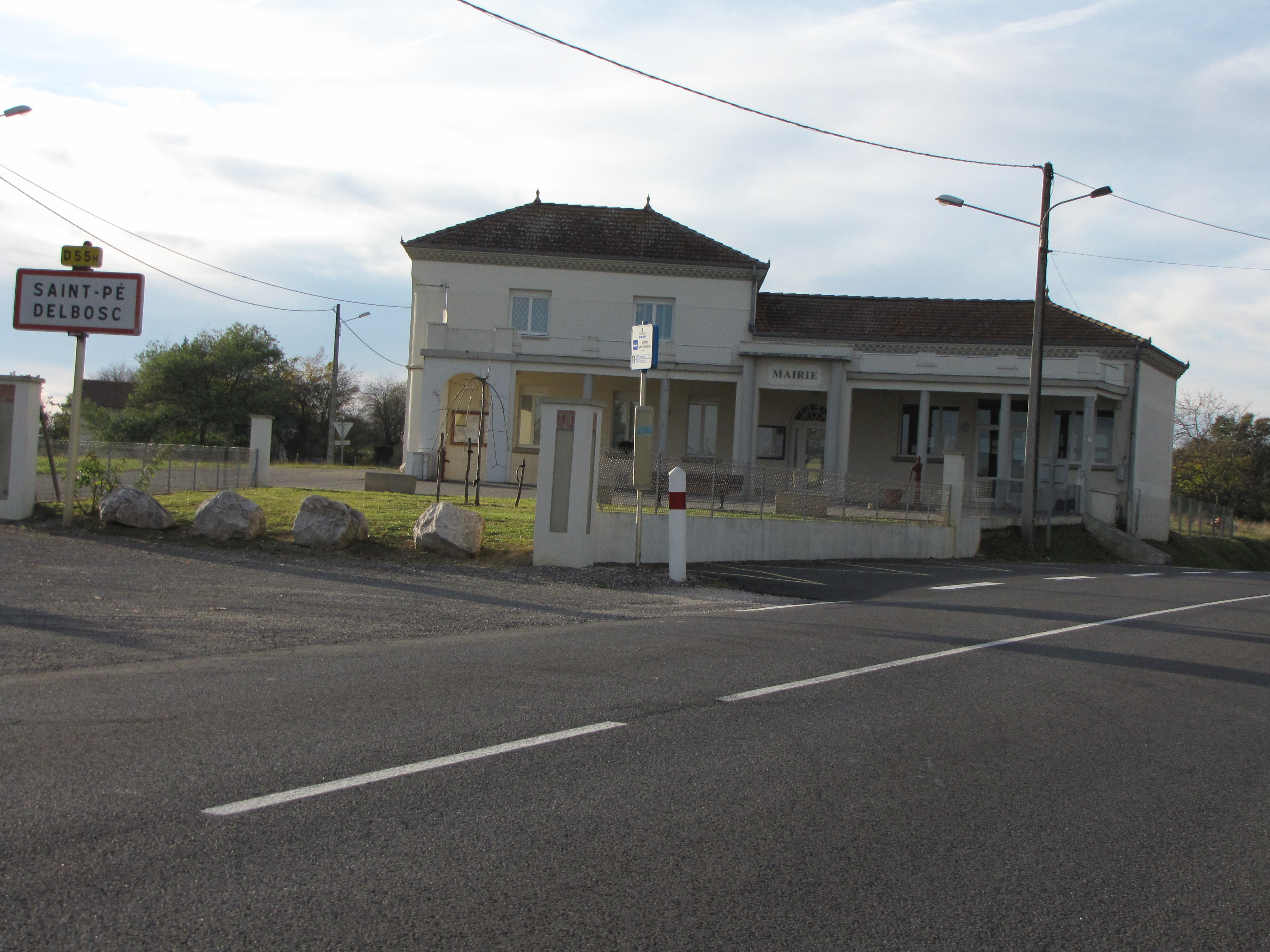
Мэрия
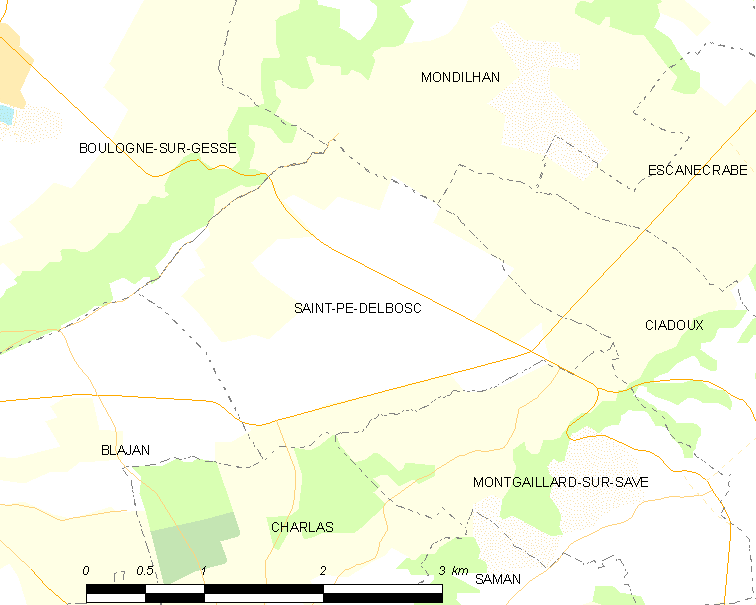
Карта коммуны